# Alba Valdez
Maria Rodrigues Peixe, mais conhecida como Alba Valdez (Itapajé, 12 de dezembro de 1874 — Fortaleza, 05 de fevereiro de 1962) foi uma escritora, jornalista e professora. Alba Valdez foi a primeira mulher a ingressar na Academia Cearense de Letras.

## Vida
Ainda na infância, mudou-se com seus pais, João Rodrigues Peixe e Isabel Alves Rodrigues Peixe, para Fortaleza, buscando escapar da intensa seca de 1877. Na capital cearense, cursou a Escola Normal. Assim como outras escritoras cearenses, como Francisca Clotilde, Ana Facó, Henriqueta Galeno e Raquel de Queiróz, Alba Valdez frequentou a Escola Normal, o que lhe permitiu encontrar na literatura uma forma de expressão e desenvolvimento que em outros contextos lhe era negado. Alba obteve seu diploma de magistério em 1889 e aos 15 anos foi nomeada docente do Grupo Escolar Nogueira Accioly.
Muito de sua vida está presente em sua obra, numa espécie de escrita de si. Alba fala em seus escritos sobre os pedidos de seu pai para que ela lesse rótulos de produtos estrangeiras que eram vendidos no estabelecimento comercial da família. Ela considerou que essa “estratégia de leitura” utilizada por ele estimulou o seu desejo de aprender outras línguas. Alba também  era uma boa aluna, com boas notas e bom comportamento.
Alba Valdez também fala muito sobre sua mãe em seus contos e crônicas que abordam momentos de sua vida na passagem da infância para a adolescência, como os presentes em Em Sonho... Fantasias (1901) e Dias de Luz (1907). A importância da mãe em sua vida também aparece na dedicatória que faz a ela em Dias de Luz.
Alba Valdez viveu no Ceará até o fim da década de 1930, quando mudou-se para o Rio de Janeiro por questões de saúde.

## Obra
O inicio de sua carreira literária se deu em 1895 no Diário da Tarde, dirigido por Justiniano Serpa e José Lino da Justa. Alba Valdez também publicou na revista portuguesa Novo Almanaque de Lembranças Luso Brasileiras, em 1903 e 1905, na cearense A Cidade, em 1900 e 1904, nas revistas maranhense Anais do Congresso Maranhense de Letras, em 1910, e Renascença, em 1911, na revista porto-alegrense Íris, em 1920. Outros jornais cearenses nos quais ela publicou seus textos foram: A República, entre 1892 e 1897, Unitário, Diário do Ceará, entre 1894 e 1896, Correio do Ceará, entre 1915 e 1922, A Tribuna, Gazeta de Notícias, em 1927, O Povo, em 1928, A Razão, Jornal do Comércio e do Estado, O Nordeste, entre 1922 e 1967, Almanach do Ceará, Revista do Instituto do Ceará, em 1887, O Bandeirante, Revista Escolar, Ceará Intelectual, Ano Escolar, Panóplia, Poliantéa, A Jangada, em 1895, e Atualidade. No Rio de Janeiro, publicou na revista Nação Brasileira, em 1930, e no jornal Diário da Manhã, em 1945. Em Pernambuco publicou no jornal Correio da Manhã, em 1935. Nesses jornais ela escrevia sobre questões sociais e direito das mulheres.
Publicou dois livros: Em sonho... Fantasias (1901) e Dias de Luz (1907) nos apresentando a vida de sua família, lembranças da escola primária, das brincadeiras de crianças nos terreiros, da escola para moças e uma serie de vivências do povo cearense, sobretudo sobre as mulheres. Sua escrita memorialista possibilita conhecer a vida de outras mulheres do seu tempo, contemporâneas do século XIX e XX, e também do Ceará e de sua gente.

## Academia Cearense de Letras
Ingressou na Academia Cearense de Letras no dia 8 de setembro de 1922, por ocasião da primeira reorganização da agremiação, ocupando a cadeira número 8, cujo patrono era Álvaro Martins. Quando da segunda reorganização estatutária, não foi convidada a participar, fazendo parte do chamado “grupo dos injustiçados”. E para demonstrar seu inconformismo com o ato, Alba escreveu um texto intitulado "De Pé" que foi publicado no Jornal do Comércio, em Fortaleza, e na revista Nação Brasileira, do Rio de Janeiro, ambos em 1930.
Foi eleita para ocupar a cadeira número 22 da Academia Cearense de Letras, em 4 de outubro de 1937, na vaga deixada por Leiria de Andrade, cujo patrono é Justiniano de Serpa. A posse ocorreu somente no dia 30 de agosto de 1945, ocasião em que foi saudada pelo padre Misael Gomes.